# Cataulacus moloch
Cataulacus moloch är en myrart som beskrevs av Bolton 1982. Cataulacus moloch ingår i släktet Cataulacus och familjen myror. Inga underarter finns listade.